# خانه باقری (گرگان)

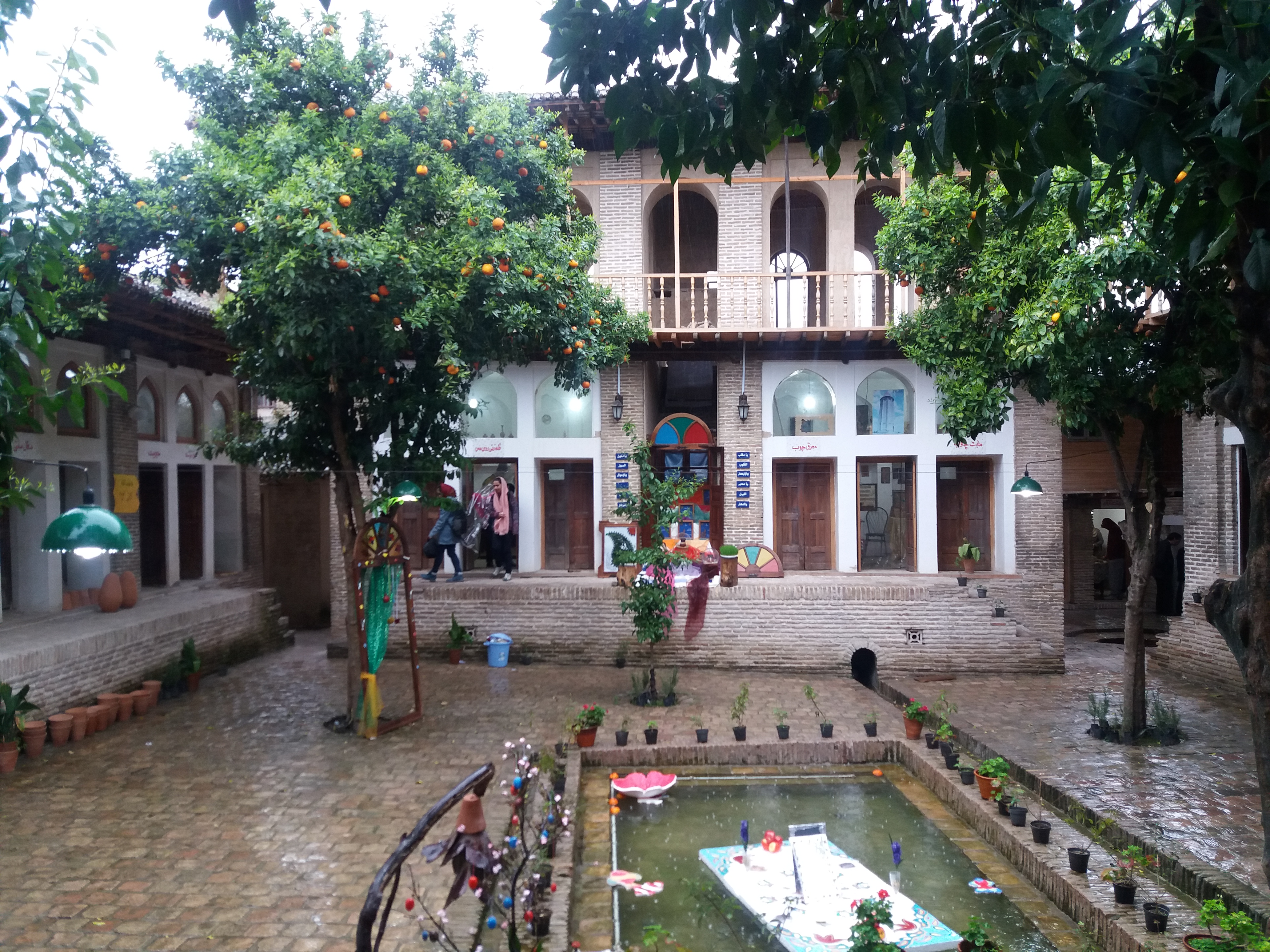
حیاط اندرونی خانه باقری

مجموعه باقری مربوط به اواخر دوره قاجار و اوایل دوره پهلوی است و در گرگان، محله سرچشمه واقع شده و این اثر در تاریخ ۱۶ مهر ۱۳۷۹ با شمارهٔ ثبت ۲۸۰۳ به‌عنوان یکی از آثار ملی ایران به ثبت رسیده‌است.
خانه باقری یکی از بناهای شاخص در بافت تاریخی گرگان است که نمونه‌ای ارزشمند از معماری بومی مسکونی در شهر به‌شمار می‌رود. این بنا در حدفاصل محلات نعلبندان و سرچشمه و در حاشیه جنوبی یکی از معابر اصلی و پرگذر بافت قدیم گرگان واقع است، معبری که بازار و تکیه نعلبندان را به بنای امامزاده نور و سپس تکیه سرچشمه متصل می‌سازد.
در میان خانه‌های تاریخی باقی‌مانده در شهر، خانه باقری یکی از وسیع‌ترین و سالم‌ترین نمونه‌ها است. عرصه این بنا ۱۹۵۰ مترمربع و زیربنای مجموع فضاهای سرپوشیده آن ۱۵۵۵ مترمربع است.

## ویژگی‌های معماری و ساختمانی
خانه از ترکیب متناوب فضاهای باز و بسته و بر اساس نوعی سازماندهی مجموعه‌ای ساخته شده‌است که حیاط‌های تقریباً غیر هندسی و متعدد، در آن نقشی برجسته بازی می‌کنند. این بنا در وضعیت فعلی دارای ۷ حیاط با اندازه و فرم‌های گوناگون است که عبارتند از: دو حیاط اندرونی، دو حیاط بیرونی، حیاط هشتی، حیاط مطبخ و حیاط سرطویله که در مجموع با ۴ ورودی به شبکه معابر اطراف بنا راه پیدا می‌کنند. اگرچه در بررسی فضاهای بسته و مسقف بنا (به ویژه وقتی به صورت جز به جز در نظر گرفته شوند) هندسه و نظمی آشکار در سازماندهی و ترکیب جرزها و بازشوها به چشم می‌خورد، اما در نگاهی کلی به بنا و با در نظر گرفتن مجموعه فضاهای باز و بسته باهم، نقش این هندسه بسیار کمرنگ می‌شود وانتظامی خاص به چشم نمی‌آید. این موضوع به همراه تفاوت عیان در تناسبات و فرم اجزای به کار گرفته شده در برخی نماهای داخلی و خارجی و نیز شواهد فراوان موجود در بنا، این واقعیت را بیان می‌کند که بنا در یک مرحله ساخته نشده و در مراحل مختلف تاریخی شکل گرفته‌است. از دیگر نکاتی که در باب معماری این بنا قابل اشاره‌است، همراهی و ترکیب درایتمندانه معماری برونگرا با درونگرایی کلی و غالب بنا است. این برونگرایی که حاصل نوع فرهنگ و روابط اجتماعی مردم منطقه و نیز الزامات محیطی و اقلیمی است، در ارتباطات برجسته فضاهای داخلی با معابر اطراف از طریق پنجره‌های متعدد و نیز ایوانک‌های حاشیه شمالی بنا قابل مشاهده‌است. در برخی از این پنجره‌ها، چشم‌انداز جنگل‌های اطراف شهر قاب گرفته شده‌است.

## معماری اقلیمی
نحوه پرداختن به مسئله آسایش محیطی و معماری اقلیمی از مسائل شایسته توجه در این خانه‌است. در تابستان‌های گرم و شرجی گرگان، فضای داخلی این خانه شرایط مناسبی برای آسایش محیطی ساکنان پدیدمی‌آورد و سختی اقلیم را قابل تحمل می‌نماید. گستردگی خانه و پرهیز از فشردگی فضاها، تعداد زیاد بازشوها، ارتباط بسیار زیاد فضاهای بسته با باز و احاطه اتاق‌ها از ۲ یا ۳ طرف توسط فضای باز، جرزهای قطور و جهت‌گیری مناسب بنا، از ویژگی‌های معماری اقلیمی در این خانه هستند که رسیدن به هدف آسایش محیطی را با تسهیل و تشدید کوران هوا و دوری از تابش مستقیم آفتاب گرم تابستان به وسیله سقف‌های پیش آمده، ممکن می‌سازند. هم چنین بام‌های سفالپوش و شیبدار و طره‌ای، و نیز ارتفاع گرفتن کف فضاهای طبقه پایین از سطح طبیعی زمین، ترفندهایی مناسب جهت مقابله با اثرات مخرب اقلیم پرباران و رطوبت سطحی زمین بر بنا به‌شمار می‌روند.

## مصالح
مصالح به کار رفته در مجموعه باقری متنوع اند: چوب، سفال، آجر، خشت، کاهگل، سنگ، گچ و شیشه عمده این مصالح را تشکیل می‌دهند، اما اوج هنرنمایی معماران و آفرینندگان بخش‌های مختلف بنا در عناصر چوبی مشاهده می‌گردد. درها، پنجره‌ها، نرده‌ها و شیرسرها اجزایی از بنا هستند که نهایت ظرافت و هنرمندی در خلق زیبا و کارآمد آنان به چشم می‌خورد و در واقع هرکدام به تنهایی اثری هنری و ارزشمندند. علاوه بر این نحوه به‌کارگیری چوب با مقاطع مختلف در عناصر سازه‌ای بنا نظیر پل‌ها، نعل‌ها، تیرها، دستک‌ها و نیز شیرسرها نشان از هوشمندی نسل‌های پیشین در انتخاب و نحوه به‌کارگیری مصالح دارد. سلامت و استواری بسیاری از این عناصر سازه‌ای که از گزند آب در امان مانده‌اند و سال‌های طولانی از عمرشان می‌گذرد، شناخت معماران خانه را از چوب‌های مختلف و توجه به کیفیت و خواص سازه‌ای انواع آن نشان می‌دهد.

## سیر تحول
سیر تکوین و تحول بنا
براساس مستندات مختلف از جمله اظهارات معمرین و ساکنین کهنسال و در قید حیات بنا، عکس‌های قدیمی خانواده باقری و نیز شواهد موجود در بنا که با پژوهش دقیق و علمی در جریان مطالعات مربوط به طرح مرمت این بنا به دست آمده‌است می‌توان مراحل تکوین و تحول بنا را در ۶ دوره ذیل تشخیص داد:

## مرحله اول. استقرار اولیه پیش از بناهای موجود
وجود برخی از شواهد موجود در بنا ما را به این باور می‌رساند که پیش از ساخته شدن بناهای موجود در مجموعه باقری مستحدثات دیگری در این عرصه وجود داشته که در یک مقطع زمانی تخریب شده و بناهای موجود به جای آن‌ها ساخته شده‌است. البته شاهدان زنده خانواده باقری این بناها را نه دیده‌اند و نه از پدران خود دربارهٔ آن‌ها چیزی شنیده‌اند و بدین ترتیب می‌توان احتمال داد که این بناها حتی پیش از باقری‌ها و توسط مالکین احتمالی قبلی این عرصه ساخته شده باشد. به عبارت دیگر پیش از اعیانی‌های فعلی بناهایی وجود داشته که تخریب شده‌اند اما در زمینه مالکیت و تعلق یا عدم تعلق آن‌ها به باقری‌ها نمی‌توانیم اظهار نظر کنیم.

## مرحله دوم. شکل‌گیری اولیه مجموعه فعلی (دهه ۱۲۴۰ هجری شمسی)
برخی از معمرین و ساکنین کهنسال و در قید حیات بنا در بیان زمان شکل‌گیری خانه به نقل از پدران خود به تاریخ ۱۲۴۶ هجری شمسی اشاره می‌کنند. دانسته‌های ما برای اثبات یا رد این تاریخ کافی نیست و حتی مطمئن نیستیم که ۱۲۴۶ شمسی مد نظر است یا قمری. زیرا اگر چه ایشان به تاریخ شمسی اشاره دارند اما رواج ماده تاریخ قمری در دوران قاجار و نیز تفاوت تقریباً ۴۰ ساله‌ای که در قدمت بنا میان دو ماده تاریخ قمری و شمسی ایجاد می‌شود به ما این اجازه را می‌دهد که چنین عدم اطمینانی را مطرح نمائیم. به هر تقدیر این تاریخ تنها تاریخی است که به عنوان سال شروع ساخت مجموعه از یکی از منابع و مستندات استخراج می‌شود و ما نیز فرضیه سال اولیه ساخت بنا را بر آن می‌نهیم.
براساس اطلاعات موجود در بنا نخستین ساخت و سازها مربوط به بخش‌های مجاور معابر شمالی و جنوبی است و در عین قرار گرفتن فضاهای اصلی زندگی، مانند یک جداکننده، فضای داخل خانه را از معبر عمومی تفکیک می‌کنند.

## مرحله سوم: اضافه شدن بناهای جدید و تکمیل محدودیت حیاط‌ها (دهه ۱۲۹۰ هجری شمسی)
با افزایش تعداد افراد ساکن در خانه باقری و گسترش خانواده، در حدود ۵۰ سال پس از ساخت بناهای اولیه، چند قسمت دیگر به مجموعه اضافه گردیده‌است. اگر بناهای دوره قبلی نقش محصورکننده فضاهای داخلی عرصه را از محیط بیرون داشتند، بناهای این دوره به شکل‌گیری و تکمیل محصوریت حیاط‌های داخلی خانه منجر شدند.
پایان ساخت این مرحله تاریخی در واقع بنا را به کامل‌ترین وضع خود می‌رساند و حتی به لحاظ خانوادگی در محدوده اواخر قرن قبلی و اوائل قرن حاضر (مابین سال‌های ۱۲۹۳ و ۱۳۰۶ شمسی)، خانواده باقری با بیشترین میزان جمعیت خود در این مجموعه ساکن بوده‌اند.

## مرحله چهارم: آغاز دگرگونی‌ها
در فاصله زمانی میان سال‌های ۱۳۱۶ تا ۱۳۲۴، تغییرات و دگرگونی‌های فراوانی در خانه باقری صورت گرفته‌است. همزمانی این سال‌ها با تحولات خاص اجتماعی آن دوران می‌تواند در فهم علت این تغییرات به ما کمک کند. بی‌ثباتی موجود در جامعه بین‌المللی به دلیل وقوع جنگ جهانی دوم، تغییرات گسترده سیاسی در ایران، گسترش موج تجددگرایی در لایه‌های مختلف اجتماع، آغاز دوران احتضار سنت‌ها و ورود مفاهیم مدرنیته به ایران آن روز از آن دسته‌اند. هم چنین گسترش بیش از پیش خانواده باقری و نیاز به فضاهای جدید و نیز رواج مصالح، تکنیک‌ها و فرم‌های ساختمانی و معماری متفاوت از گذشته می‌تواند از زاویه دیگری به عنوان دلایل این تغییرات مطرح شود. سلسله تغییرات گسترده این مرحله با برداشتن سقف سفالپوش ساختمان یک طبقه شمال حیاط بیرونی بزرگ و اضافه کردن طبقه دوم به آن در سال ۱۳۱۶ هجری شمسی آغاز گردیده و با تغییراتی نظیر پوشاندن طاقچه‌ها و صاف کردن جداره داخلی اتاق‌ها، حذف پنجره‌های مشبک چوبی در اکثر اتاق‌ها، ساخت راه پله جدید و ایجاد تقسیم‌بندی‌های نو در فضاها ادمه یافته‌است.

## مرحله پنجم: تحولات اوائل دهه چهل شمسی
در این دوران با تغییر نحوه معیشت و ورود مظاهر تکنولوژی نظیر اتومبیل و یخچال، تغیراتی در برخی فضاها که کاربرد خود را از دست داده بودند، رخ داد. تخریب تدریجی سرطویله، هویج خانه، تنور، مطبخ و نیز پر شدن سرداب‌های ساختمان با خاک دستی از این نوعند. هم چنین در این سال‌ها قسمتی از حیاط مطبخ جهت گسترش ساختمان حسینیه مجاور بنا واگذار می‌گردد. آنچه مشخص است این که به دلیل تقسیم فضاهای مختلف خانه باقری میان ورثه و بی میلی نسل جدید آن زمان به حفظ و نگهداری خانه، بسیاری از آسیب‌های وارد آمده به بنا در این دوران آغاز گردیده‌است.

## مرحله ششم: وضعیت امروز مجموعه باقری
پس از ثبت بنا در فهرست آثار ملی ایران به سال ۱۳۷۹ و خرید ملک توسط سازمان میراث فرهنگی کشور در اسفند ماه سال ۱۳۸۰ طی همان سال و سال بعد در بخش‌هایی از خانه عملیات مرمتی مختصری صورت گرفت که این عملیات با انجام عملیات مرمت اضطراری در سال‌های ۱۳۸۲ و ۱۳۸۳ ادامه یافت. عملیات مرمت و احیای این بنا از اردیبهشت سال ۱۳۸۴ آغاز شده‌است و در سال ۱۳۹۰ به دلیل نبود اعتبار مالی و بیتوجهی مسئولین شهری و میراث فرهنگی پروژه مرمت این خانه متوقف شد تا اینکه در شهریور ماه 1395 صندوق احیاء و بهره برداری از اماکن تاریخی و فرهنگی که وظیفه شناخت بناهای تاریخی در سراسر ایران و واگذاری آن‌ها به بخش خصوصی جهت مرمت و بهره‌برداری را بر عهده دارد، این بنای شاخص را به مزایده گذاشت. مشاور معماری و مرمت پارت زِمو به سرپرستی رضا مفاخر برنده مزایده اعلام گردید و در آبان ماه 1395 مجموعه تاریخی باقری جهت مرمت و احیاء تحویل سرمایه‌گذار گردید. مرمت اصولی و احیاء مجموعه تا آبان ماه 1397 به درازا خواهد کشید و پس از آن از سرای باقری‌ها به عنوان یک مجموعه اقامتی پذیرایی تا 18 سال بهره‌برداری خواهد شد. تا کنون و در فاز نخست بهره‌برداری نخستین شربت خانه، نخستین عکاسخانه و نخستین فروشگاه صنایع دستی بافت تاریخی گرگان در آن شکل گرفته‌است و تا پایان سال 1397 نخستین هتل بوتیک این بافت نیز در آن شکل خواهد گرفت. هفت حیاط این خانه به ترتیب " حیاط بزرگ، حیاط شوچره، حیاط حاج محمد رضا، حیاط مطبخ، حیاط مهتاب، حیاط هشتی و حیاط سرطویله نامیده شده اند. هندسه بنا این امکان را ایجاد کرده است که فاز اقامتی به‌طور کامل از سایر بخش های پذیرایی و خدماتی جدا باشد. 

## نگارخانه

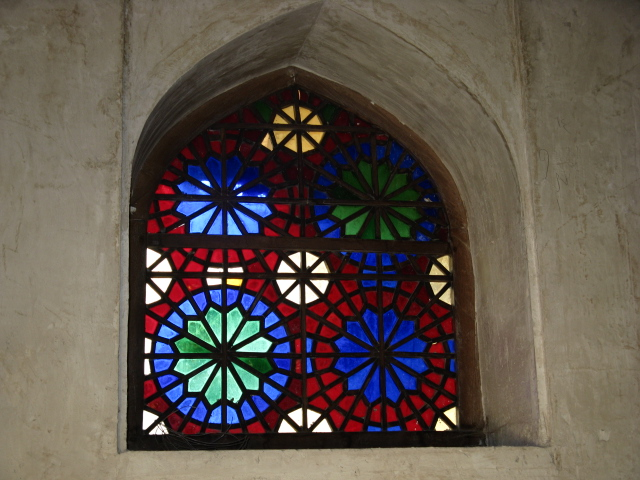
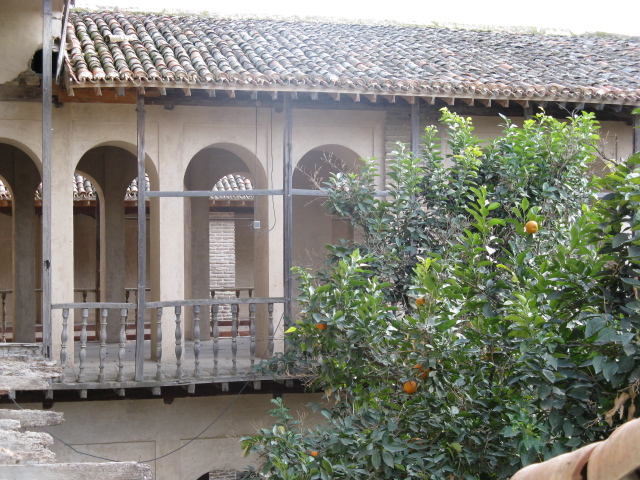
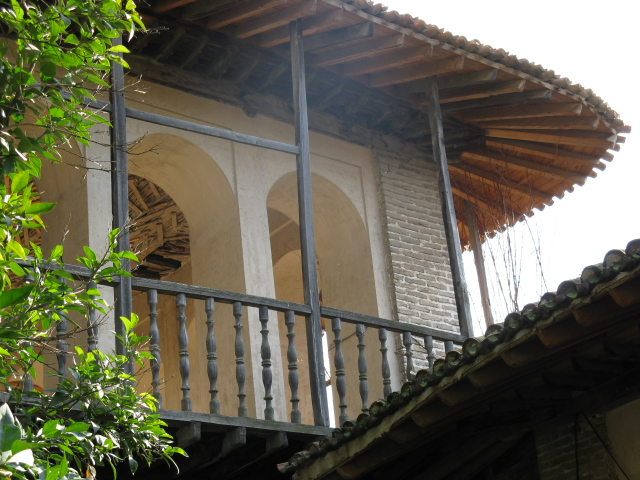
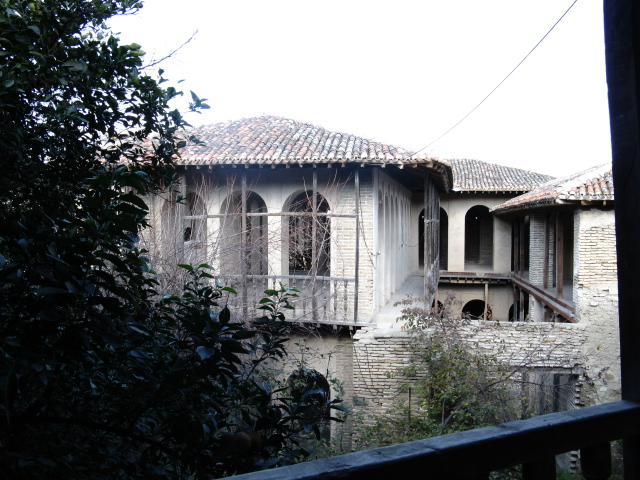
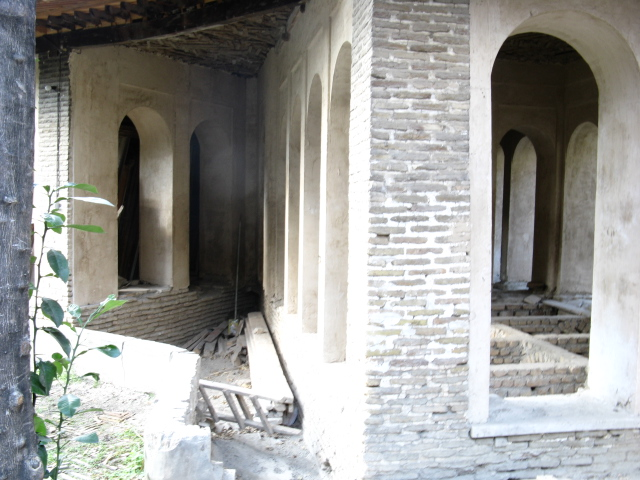
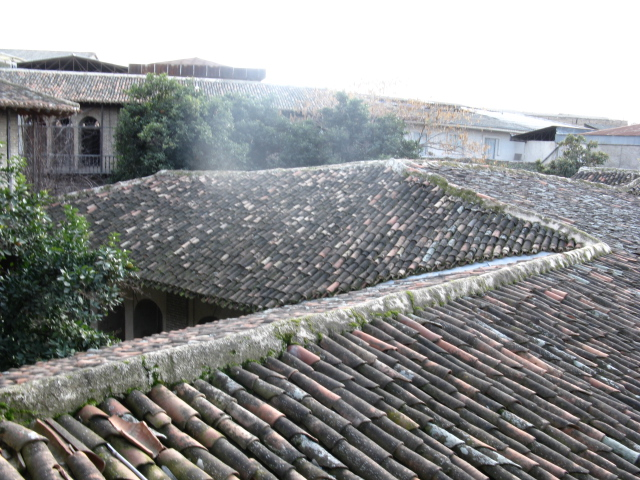
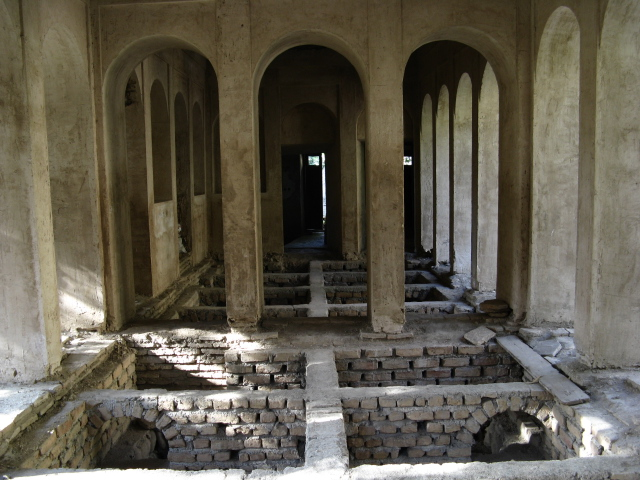
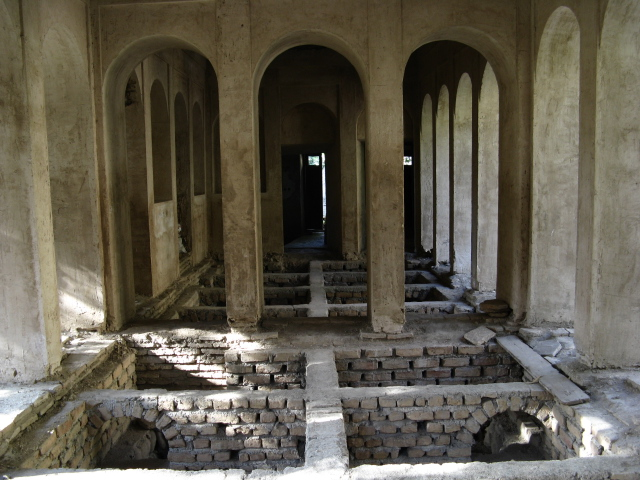
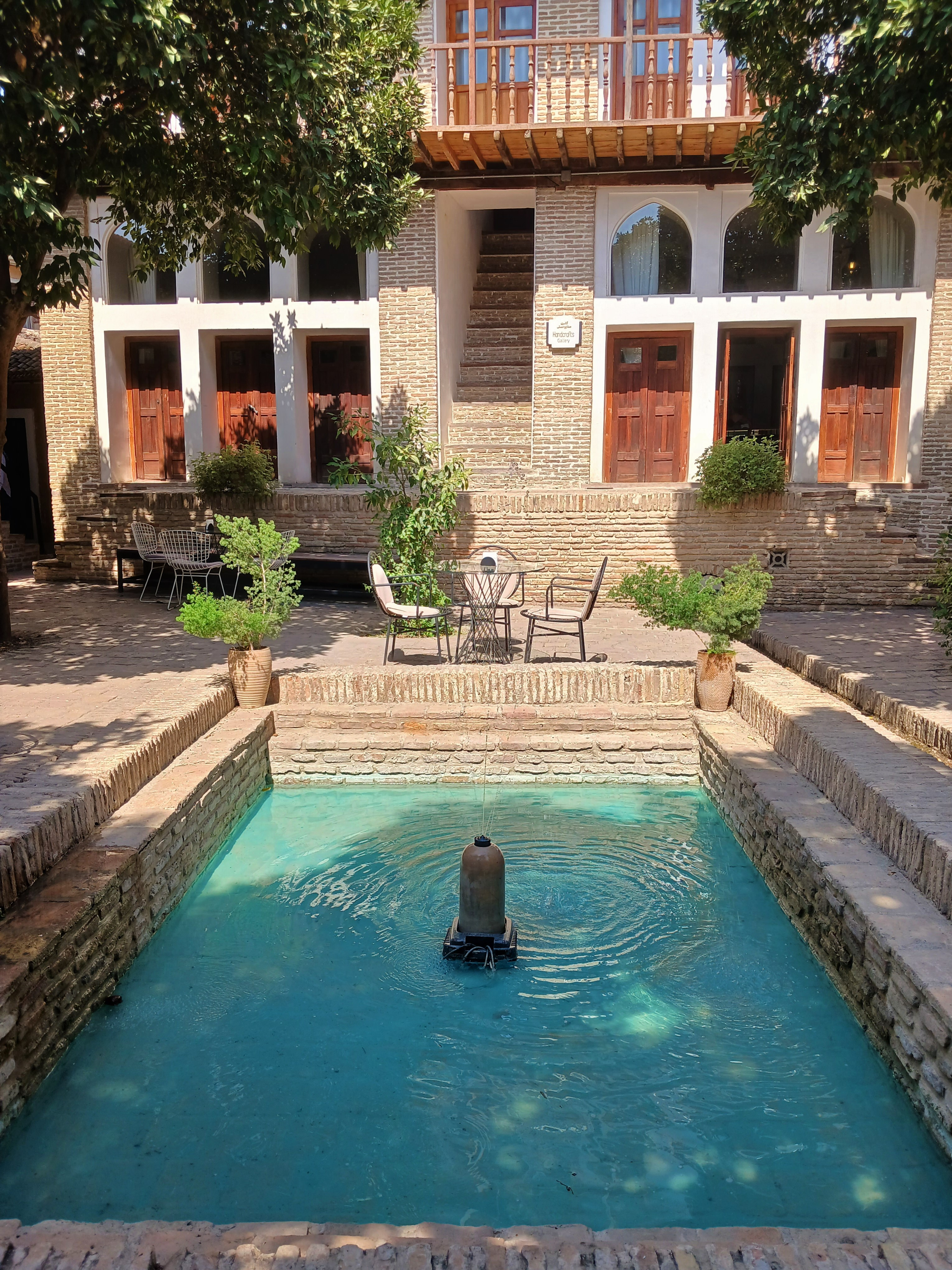
نمای کنونی حیاط خانۀ باقری